# Holly Flanders
Holly Flanders, née le 26 décembre 1957 à Manchester (New Hampshire), est une skieuse alpine américaine.

## Jeux olympiques
| Épreuve / Édition | Lake Placid 1980 |
| ----------------- | ---------------- |
| Descente          | 14e              |

## Championnats du monde
| Épreuve / Édition | Schladming 1982 |
| ----------------- | --------------- |
| Descente          | 9e              |

## Coupe du monde
- Meilleur résultat au classement général : 12e en 1982
  - 3 victoires : 3 descentes

| Année/Classement | Général | Général | Descente | Descente | Super-G | Super-G | Géant  | Géant  | Combiné | Combiné |
| Année/Classement | Class.  | Points  | Class.   | Points   | Class.  | Points  | Class. | Points | Class.  | Points  |
| ---------------- | ------- | ------- | -------- | -------- | ------- | ------- | ------ | ------ | ------- | ------- |
| 1979             | 28e     | 50      | 15e      | 35       | -       | -       | -      | -      | -       | -       |
| 1980             | 23e     | 41      | 12e      | 34       | -       | -       | -      | -      | 15e     | 10      |
| 1981             | 19e     | 63      | 7e       | 60       | -       | -       | -      | -      | 25e     | 3       |
| 1982             | 12e     | 90      | 2e       | 84       | -       | -       | -      | -      | 20e     | 6       |
| 1983             | 54e     | 11      | 26e      | 11       | -       | -       | -      | -      | -       | -       |
| 1984             | 20e     | 60      | 6e       | 64       | -       | -       | -      | -      | -       | -       |
| 1985             | 38e     | 30      | 13e      | 29       | -       | -       | 44e    | 1      | -       | -       |
| 1986             | 46e     | 26      | 19e      | 21       | 34e     | 1       | -      | -      | 34e     | 4       |

### Détail des victoires
| Saison / Épreuve | Descente              | Total |
| 1982             | Bad Gastein I Arosa I | 2     |
| 1984             | Mont Sainte-Anne      | 1     |
| Total            | 3                     | 3     |